# Edwin Fischer
Edwin Fischer (n. 6 octombrie 1886, Basel — d. 24 ianuarie 1960, Zürich) a fost un pianist și dirijor elvețian. A fost unul dintre cei mai mari pianiști ai secolului 20, apreciat în mod deosebit în repertoriul german: Johann Sebastian Bach, Wolfgang Amadeus Mozart, Ludwig van Beethoven și Franz Schubert. A fost de asemenea unul dintre cei mai mari profesori de pian ai timpurilor moderne.

## Biogarfie
Edwin Fischer s-a născut la Basel, unde a făcut primele studii în muzică. A urmat școala privată de muzică din Berlin Conservatorul Stern la profesorul Martin Krause.
Fischer a însoțit-o și pe Elisabeth Schwarzkopf într-un renumit EMI LP de la începutul anilor 50-lea al lui Schubert Lieder. Ultima sa colaborare muzicală a fost cu violonistul Gioconda de Vito. În timpul sesiunilor de înregistrare a sonatelor de vioară Brahms nr. 1 și 3, a trebuit să meargă la Londra pentru tratament medical, unde i sa spus că este grav bolnav. A murit la scurt timp după aceea în Zürich.